# Natalia Kutateladze
Natalia Kutateladze, gruzijska mezzosopranistka, 1992, Tbilisi.
Natalia Kutateladze je vnukinja gruzijske pevke Nani Bregvadze in hči Eke Mamaladze. Diplomirala je na šoli Juilliard. Prejela je drugo nagrado na tekmovanju "Tenor Viñas" 2020 na Liceu, za katerega je izvedla "Fia dunque vero; O mio Fernando" iz Donizettijeve La Favorita. Leta 2021 je nastopala kot Gospodarica novincev v produkciji Bavarske državne opere Puccinijeve Suor Angelica.